# Сай (рельєф)

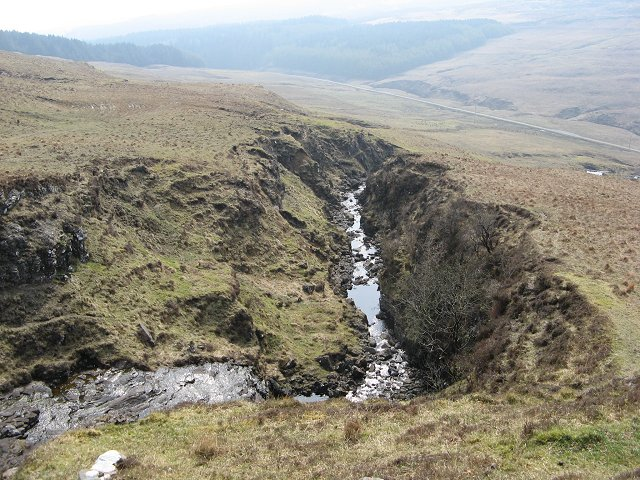
Байрачний розмив в Індії

Сай — прийнята в Середній Азії й Казахстані назва форм байрачного розмиву в пустелях (від невеликих промивин до густої мережі байраків, ярів тощо, а також долин тимчасових потоків). Висота їх звичайно 10-20, ближче до гір — 50-100 м, що обумовлює значну пересіченість місцевості. Стінки промивин часто скелясті.
Аналогічні форми рельєфу у Північній Африці називаються ваді, в Австралії — крики.